# Орловская ТЭЦ
Орловская ТЭЦ — теплоэлектроцентраль, расположенная в городе Орле, входящая в состав ПАО «Квадра». Установленная электрическая мощность станции составляет 330 МВт, тепловая — 725 Гкал/ч. Численность сотрудников — 248 человек.
Датой основания Орловской ТЭЦ считается 31 августа 1946 года, когда была введена в эксплуатацию первая энергоустановка «Юнит», установленной мощностью 2000 киловатт, и станция дала первый ток.
В 1948 году введена в эксплуатацию энергоустановка «Джильберг» мощностью 6000 кВт (оборудование было получено по ленд-лизу). В 1955 году мощность теплоэлектроцентрали была доведена до 20 МВт за счёт ввода в эксплуатацию новой теплофикационной турбины. В 70-х — 90-х гг. на смену первым электроагрегатам, отслужившим свой срок, пришли современные энергоблоки с котлами высокого давления и генераторами.
Всего с момента основания ТЭЦ прошла 6 очередей реконструкции и расширения, её сегодняшняя установленная тепловая мощность составляет 330 тысяч киловатт, что в 165 раз превышает показатель 1946 года. Станция работает на природном газе, резервное топливо — мазут.
На Орловской ТЭЦ действуют три энергоблока установленной электрической мощностью 110 МВт каждый, состоящие из котла и теплофикационной турбины и два водогрейных котла установленной тепловой мощностью 100 Гкал/ч каждый.
В настоящее время Орловская ТЭЦ обеспечивает на 40 % потребность области в электроэнергии и на 65 % потребность города Орла в тепловой энергии.

## Перечень основного оборудования
| Агрегат                              | Тип           | Изготовитель                                                                  | Количество | Ввод в эксплуатацию     | Основные характеристики | Основные характеристики | Источники   |
| Агрегат                              | Тип           | Изготовитель                                                                  | Количество | Ввод в эксплуатацию     | Параметр                | Значение                | Источники   |
| ------------------------------------ | ------------- | ----------------------------------------------------------------------------- | ---------- | ----------------------- | ----------------------- | ----------------------- | ----------- |
| Оборудование паротурбинных установок |               |                                                                               |            |                         |                         |                         |             |
| Паровой котёл                        | ТГМЕ-454      | Таганрогский котельный завод «Красный котельщик» Белгородский котельный завод | 3          | 1978 г. 1979 г. 1991 г. | Топливо                 | газ, мазут              | [ 1 ] [ 2 ] |
| Паровой котёл                        | ТГМЕ-454      | Таганрогский котельный завод «Красный котельщик» Белгородский котельный завод | 3          | 1978 г. 1979 г. 1991 г. | Производительность      | 500 т/ч                 | [ 1 ] [ 2 ] |
| Паровой котёл                        | ТГМЕ-454      | Таганрогский котельный завод «Красный котельщик» Белгородский котельный завод | 3          | 1978 г. 1979 г. 1991 г. | Параметры пара          | 140 кгс/см2, 560 °С     | [ 1 ] [ 2 ] |
| Паровая турбина                      | Т-110/120-130 | Уральский турбинный завод                                                     | 3          | 1978 г. 1979 г. 1991 г. | Установленная мощность  | 110 МВт                 | [ 1 ] [ 2 ] |
| Паровая турбина                      | Т-110/120-130 | Уральский турбинный завод                                                     | 3          | 1978 г. 1979 г. 1991 г. | Тепловая нагрузка       | — Гкал/ч                | [ 1 ] [ 2 ] |
| Водогрейное оборудование             |               |                                                                               |            |                         |                         |                         |             |
| Водогрейный котел                    | ПТВМ-100      | Белгородский котельный завод                                                  | 2          | 1970 г. 1971 г.         | Топливо                 | газ, мазут              | [ 1 ] [ 2 ] |
| Водогрейный котел                    | ПТВМ-100      | Белгородский котельный завод                                                  | 2          | 1970 г. 1971 г.         | Тепловая мощность       | 100 Гкал/ч              | [ 1 ] [ 2 ] |